# XXI Torneio Internacional Solverde em Hóquei em Patins
A Associação Académica de Espinho, organiza um dos torneio mais antigos de hóquei em patins de pre-época. Torneio Internacional Solverde em Hóquei em Patins Torneio com o principal pratrocinio do Casino Solverde (Espinho)
A Câmara de Espinho presta apoio na divulgação do torneio. A 21. ª edição decorreu entre os dias 17 e 18 de setembro e a UD Oliveirense conquistou mais um troféu.

## Meias Finais
| Setembro 17, 2010 | UD Oliveirense                                         | 10 - 3 | SC Tomar             | Pavilhão Arq. Jerónimo Reis |
| 20:30             | Tó Silva(5) Tó Neves(2), Nuno Áraujo(1) Diogo Silva(2) | [ 2 ]  | Favinha(2) Rui Alves |                             |

| Setembro 17, 2010 | AA Espinho | 4 - 7 | PAS - Alcoy | Pavilhão Arq. Jerónimo Reis |
| 22:00             |            |       |             |                             |

## 3º e 4º Lugar
| Setembro 18, 2010 | AA Espinho | 11 - 1 | SC Tomar | Pavilhão Arq. Jerónimo Reis |
| 16:00             |            |        |          |                             |

## Final
| Setembro 18, 2010 | PAS - Alcoy | 1 - 3 | UD Oliveirense | Pavilhão Arq. Jerónimo Reis |
| 17:30             |             |       |                |                             |